# Казимировский, Еугениуш
Марцин Евгениуш Казимировский (пол. Marcin Eugeniusz Kazimirowski; 11 ноября 1873 в селе Горишняя Выгнанка (пригород Чорткова), Австро-Венгрия в Австро-Венгрии}} — 23 сентября 1939 в Белостоке) — польский художник-портретист и пейзажист.

## Биография
В 1892 году поступил в Академию изящных искусств в Кракове. Ученик Флориана Цинка, Исидора Яблонскогo и Владислава Лущкевича. Затем стажировался в студиях Теодора Аксентовича.
В 1896 году получил серебряную медаль и стипендию для продолжения учёбы за границей от Львовского общества «Друзей изящных искусств». Через год отправился в Мюнхен, сперва брал уроки в частной школе, а затем в Академии художеств. После этого он прошел курс обучения в частной школе «Baila» в Париже.
Затем вернулся в Краков и продолжил учёбу в краковской академии (1898/1899) под руководством Леона Вычулковского. В 1900 совершил поездку в Италию, где в течение семестра обучался в Академии Святого Луки в Риме.
Вернувшись в Польшу, до 1914 года жил в Кракове. Часто выезжал для получения заработков, в том числе в Вильно и Львов. Летнее время обычно проводил в поместьях приятелей на Украине и в Виленском крае. Расписывал церкви и костелы, оформлял железнодорожную станцию Львова, писал пейзажи и портреты. В 1911 году несколько недель провел в Москве.
С 1915 — преподаватель учительской семинарии в Вильно. Одновременно работал театральным художником в Большом и Польском театрах Вильно.
В 1934 по заказу священника Михаила Сопочко и в соответствии с указаниями сестры Конгрегации Божьей Матери Милосердия Фаустины Ковальской (причисленной к лику святых в 2000 году), написал первую икону «Иисус, уповаю на Тебя» нового культа Божьего Милосердия в Католической церкви.
Евгениуш Казимировский был членом объединения независимых художников Вильнюса, регулярно принимал участие в выставках, которые проводило объединение.
С 1936 он жил в Белостоке. В 1939 году был президентом группы «Краеведческого общества».
Во время проживания в Белостоке продолжал писать пейзажи, картины на сакральную тематику и портреты. На его выставке, состоявшейся в Белостоке, представил почти 100 полотен.
После его смерти в 1939 году в ходе второй мировой войны почти все его произведения, хранившиеся в Кракове, Львове и Вильно исчезли.
Главное сохранившееся произведение художника — чудотворный образ Иисуса Милосердного («Иисус, уповаю на Тебя»), является сейчас главной реликвией храма Милосердия Божия в Вильнюсе.